# Dia Mundial da Sanita

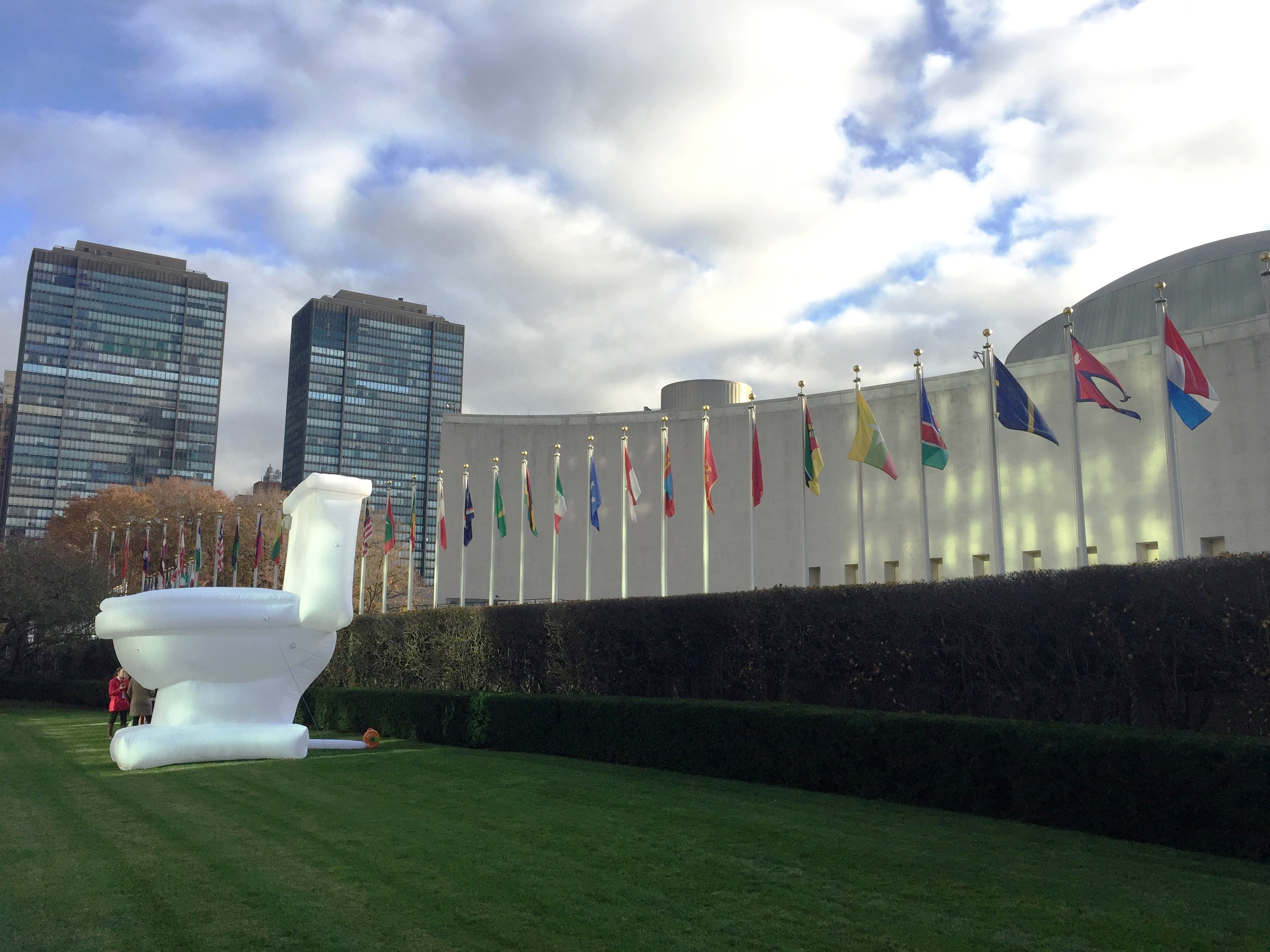
Lançamento do Dia Mundial da Sanita em 2013 na sede Nações Unidas em Nova York.

Dia Mundial da Sanita, instituído pela Organização das Nações Unidas (ONU) é celebrado no dia 19 de Novembro e pretende alertar para a crise sanitária mundial.

## História
Este dia que também é conhecido como Dia Mundial da Latrina, da Retrete, do Vaso Sanitário, do banheiro ou das instalações sanitárias, foi implementado pela Assembleia Geral das Nações Unidas em 2013. 
O dia escolhido para o celebrar coincide com o dia em que Jack Sim fundou a Organização Mundial da Sanita em 2001. Foi declarado como dia oficial das Nações Unidas na 67ª sessão da Assembleia Geral das Nações Unidas onde 122 países ratificaram a Resolução 67/291, no dia 24 de Julho de 2013, em Nova York.

## Objetivos
Ao ratificar esta data a Organização das Nações Unidas (ONU) tem como objetivo alertar para a importância do acesso universal a serviços básicos de saneamento e água potável de forma sustentável para a população global.
Para tal, neste dia, são promovidas campanhas que procuram mobilizar a sociedade civil, organizações não-governamentais, empresas, entre outras partes interessadas, encorajando-as a agir, a definirem programas e projetos que procurem encontrar soluções para a crise sanitária mundial, responsável pela morte de 350 mil crianças em todo o mundo devido a diarreias provocadas pela ingestão de água imprópria para consumo.

## Ligações Externas
- ONU | Resolução 67/291 - Saneamento para todos (2013)

- UN Water | Site Oficial do Dia Mundial da Sanita

- UN - Water | Dia Mundial da Sanita
- DW News | Is the toilet humanity's most important invention?